# 日独関係
日独関係（にちどくかんけい、ドイツ語: Deutsch-Japanische Beziehungen）では、日本とドイツの関係について述べる。17世紀以降、紆余曲折を経て現在のような関係が築かれた。ドイツ統一が成る前の日本とプロイセンの関係（ドイツ語: Preußisch-japanische Beziehungen）についても本項で扱う。

## 両国の比較
|             | ドイツ                          | 日本                           | 両国の差               |
| ----------- | ------------------------------- | ------------------------------ | ---------------------- |
| 人口        | 8319万人（2020年）              | 1億2614万6000人（2020年）      | 日本はドイツの約1.5倍  |
| 国土面積    | 35万7000平方キロメートル        | 37万7975平方キロメートル       | 日本はドイツの約1.06倍 |
| 首都        | ベルリン                        | 東京（事実上）                 |                        |
| 最大都市    | ベルリン                        | 東京都区部                     |                        |
| 政体        | 議院内閣制                      | 議院内閣制                     |                        |
| 公用語      | ドイツ語                        | 日本語（事実上）               |                        |
| 国教        | なし                            | なし                           |                        |
| GDP（名目） | 3兆8060億6000万米ドル（2020年） | 5兆648億7300万米ドル（2020年） | 日本はドイツの約1.3倍  |
| 防衛費      | 528億米ドル（2020年）           | 491億米ドル（2020年）          | 日本はドイツの約0.93倍 |

## 日独関係史

### 江戸時代まで
江戸幕府の鎖国政策によってオランダ以外の欧米諸国との国交はなかったが、出島のオランダ商館の医師としてレムゴー出身のエンゲルベルト・ケンペルや、ヴュルツブルク出身のフィリップ・フランツ・フォン・シーボルトのようなドイツ語圏出身者の滞在例は存在した。
1858年に日米修好通商条約が締結されて幕府が開国政策へ転換すると、プロイセン王国も国交樹立へと動き、1859年8月9日、フリードリヒ・アルブレヒト・ツー・オイレンブルク伯爵を特派公使としての遠征計画が起草され、1860年9月初旬、アルコーナ号とテーテイス号が江戸湾に到着、1861年1月24日に日普修好通商条約を成立させた。これは他の欧米諸国との条約と同様、日本側に不利な不平等条約であった。1862年12月、初代駐日領事としてマックス・フォン・ブラントが着任した。1868年の戊辰戦争では、プロイセンはイギリス、フランス、オランダ、アメリカ、イタリアと共に局外中立を宣言したが、新政府に抵抗する奥羽越列藩同盟を支援する姿勢を見せたとされる。しかし、戦局を左右する事態にはならず、戦争終結後も日本とプロイセンとの外交関係は維持された。明治維新後の1871年にドイツ帝国が成立するが、日普修好通商条約はそのまま引き継がれた。

### 明治維新から第一次世界大戦前まで

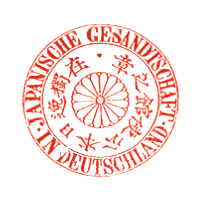
在ドイツ日本公使館の印（明治時代初期）

戦前は、政治・経済・文化に至るまで、ドイツを模範とした体制を採り入れた。歴史的な経過から、ドイツ語がオランダ語（同じゲルマン語派の西ゲルマン語群）に近く翻訳しやすい素地があったうえ、プロイセンによるドイツ帝国成立と明治維新はほぼ同じ時期に起きており、西欧近代化の範例として受け入れやすく日本の軍事、法体系、政体、あるいは医学、哲学など民生の多くで影響を受けた。ドイツへ留学した日本人第一号は1868年に会津藩が医学研究のためにハイデルベルク大学に派遣した小松済治である。翌年には土佐藩から萩原三圭、長州藩から青木周蔵が留学した。
1873年7月、ドイツ商船「ロベルトソン」が航海中に台風に遭い、宮古島沖合で座礁した。これを発見した住民は一晩中たいまつの灯で乗組員を勇気づけ、荒れ狂う海に小舟を出して乗組員を救助。その後も1ヶ月あまり手厚く看護し、無事本国へ送り返した。このことに感激したドイツ皇帝ヴィルヘルム1世は1876年、村民の博愛精神を讃えるために宮古島に「博愛記念碑」を建立した。
明治政府は1871年から73年にかけて岩倉使節団を欧米に派遣しドイツにも立ち寄った。（この様子は『米欧回覧実記』で詳しく記される。）1873年3月15日にはオットー・フォン・ビスマルク首相に謁見し、当時の国際社会は弱肉強食の原理で成り立っていることを改めて知らされた。この頃、3人のドイツ人が北海道を植民地にするという試案を出しており、初代在日公使・マックス・フォン・ブラントはビスマルク宛てに『北海道植民地化計画』に関する意見書を送っている。この出来事は軍事力では当面、西欧諸国に太刀打ちできない以上、日本が欧州列強の植民地化を免れるには西欧世界（国際社会）のルールをよく知り、西欧諸国のように振舞わなければ成らない（中国のように植民地化される隙を見せない様にする）という日本の基本的な方針を得る転機となった。
当時のドイツは、領邦分立国家を中央集権に統一したばかりという点で日本と状況がよく似ていたこともあり、軍事、法制、医学を始めとする多くの分野において手本とした。伊藤博文は大日本帝国憲法の作成にあたってベルリン大学の憲法学者ルドルフ・フォン・グナイストとウィーン大学のローレンツ・フォン・シュタインに師事し、歴史法学を研究している。東京帝国大学（現・東京大学）が西欧諸国から招聘した教員にはドイツ人が多く、1876年にエルヴィン・フォン・ベルツ博士が来日したのをはじめ、哲学では夏目漱石も教えを受けたラファエル・フォン・ケーベル、化学ではゴットフリート・ヴァグナーなどがいる。獨逸学協会により、ドイツの学術を取り入れることを目的とした獨逸学協会学校（獨協大学の源流となる）も国策で設立され、ゲオルク・ミヒャエリスが招聘されて法学を教えている。日本陸軍は特に普仏戦争以後はドイツ陸軍をモデルに装備、戦略などの整備を進めた。日本を代表する文豪である森鷗外も軍医として陸軍に採用された直後に衛生学やドイツ軍医療体制の研究のためドイツに派遣され、その留学体験をもとに舞姫を執筆した。近代日本医学におけるドイツの影響力は圧倒的で、20世紀後半まで「医師は診療カルテをドイツ語で書く」のが不文律という状況だった。学術・技術言語としてドイツ語教育が重視され、多くの知識が日本へ流入した。また帝国大学・旧制高等学校の学生の間ではドイツの哲学・文学が強く愛好された。多くの旧制高校では英語を第一外国語とする文甲、理甲、ドイツ語を第一外国語とする文乙、理乙クラスが設置され、フランス語を第一外国語とする文丙、理丙クラスが置かれた高校はごく稀だった。多くの旧制高校の寮歌では、歌い出し合図に「アイン、ツヴァイ、ドライ」（ドイツ語で一、二、三）が用いられたほか、「アルバイト」を初めとして学生間でもドイツ語が多く流入した。戦前日本における仏教学やインド学の分野でも、フリードリヒ・マックス・ミュラーなどの優れた研究者を輩出するほど、世界的に高いレベルにあったドイツにおける研究が参考にされ、当時の日本の仏教学者やインド学者の多くも、ドイツ語を習得した。また、ドイツで医学を学んだ留学生には、小金井良精などのように人類学を学んだ者もいたが、日本への人類学の導入とともに、人類学と密接に関連する分野である地理学や地質学、生物学、古生物学、考古学、歴史学なども、強い影響を受けた。当時はドイツ連邦から議長国であったオーストリアが分離し、伝統的ドイツは二つの国家に別れたばかりであったが、文学、学術、音楽などにおいては依然として一体化したドイツ文化として流入し、特にドイツ音楽は、当時世界を席巻する状況にあったことを差し引いても日本ではとりわけ西洋音楽の規範として圧倒的位置を占めることになる。
一方、交流の拡大に伴い、ドイツ側にも日本研究への関心が高まった。1873年には在日ドイツ人の交流組織も兼ねた研究団体としてOAGドイツ東洋文化研究協会　(OAG, Deutsche Gesellschaft für Natur- und Völkerkunde Ostasiens)が東京に設立され、1904年には社団法人となった。
ビスマルク時代は比較的落ち着いていた日独関係だったが、1890年にドイツ皇帝にヴィルヘルム2世が即位すると、ドイツは日本への姿勢を硬化させた。日清戦争直後の1895年にはロシア、フランスとともに三国干渉を行って遼東半島の日本租借（清から）を撤回させ、臥薪嘗胆を唱える日本側の対独感情も悪化した。日露戦争前の時期にはロシアの目を極東に逸らす意図などからヴィルヘルム2世が黄禍論を唱えている。同戦争に先立つ1902年、ロシアがインドへの南下姿勢を強めるなかで危機感をもったイギリスは日本と日英同盟を結んだ。この際、ヴィルヘルム2世は「白人種への裏切り」として人種問題の観点からイギリスを非難している。

### 第一次世界大戦

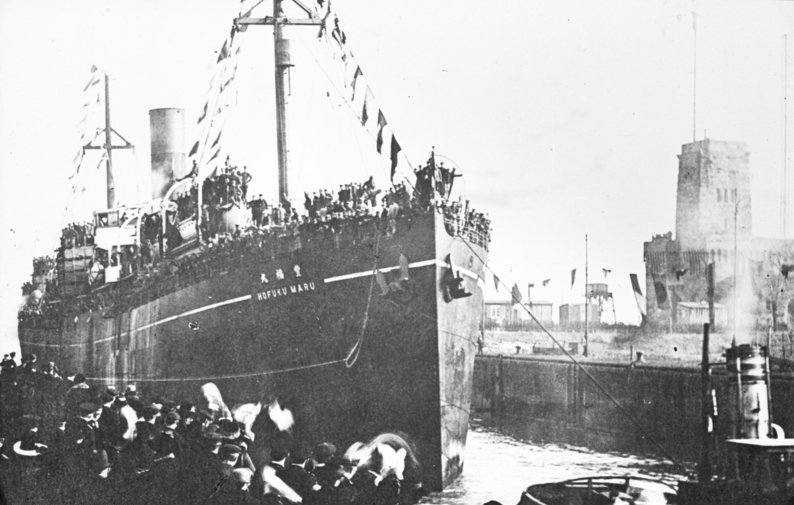
日独戦争終結後、ドイツのヴィルヘルムスハーフェンに送還されたドイツ軍の捕虜（1920年2月）。

第一次世界大戦では、日英同盟に基づき、英国がドイツ東洋艦隊を撃滅する必要から日本へ連合国側に立っての参戦を要請。当初、日本の軍部は艦隊の外地派遣によって本土の防備が手薄になることを恐れ、参戦には消極的だったが、1914年8月15日、ドイツに対し最後通牒と云うべき勧告を行った。日本軍はドイツの植民地の青島、ミクロネシアをめぐる日独戦争を展開する。青島陥落後、ドイツ兵は捕虜として日本に連行され、十数か所の収容所に1919年まで捕虜生活をおくった。映画『バルトの楽園』の題材となった板東俘虜収容所をはじめ、習志野俘虜収容所、似島俘虜収容所の例は著名。このときドイツ捕虜からドイツ料理、菓子などが日本に紹介され、ソーセージが習志野、バウムクーヘンが似島でつくられた。ルートヴィヒ・ヴァン・ベートーヴェンの交響曲第9番の日本での初演は、板東俘虜収容所の捕虜によるものだった。
地中海にも駆逐艦を中心とする第二特務艦隊を派遣し船団護衛などの活動を実施し同盟国から評価された。戦勝後、日本は占領した山東半島の旧ドイツ権益を得たほか、南洋諸島地域を国際連盟委任統治領として譲り受けることとなった。

### 戦間期
戦後、日本は連合国五大国の一つとして対独問題に関与することになるが、基本的には消極的な関与しか行わなかった。このため国家社会主義ドイツ労働者党（ナチ党）政権の成立までは日本との関係は概して疎遠であり、特に外交的懸案も存在していなかった。
当時の日本では、戦後恐慌や昭和恐慌を背景に社会不安が高まり、右翼や軍部の間で、現状打破を掲げるナチ党への関心が高まり、旧制高校や帝国大学の学生の間では、アドルフ・ヒトラーの著書である『わが闘争』が読まれるようになった。庶民の間でも、ナチ党の象徴であるハーケンクロイツが仏教における卍と似ていたために、ナチ党への親近感がたかまっていった。
一方、当時のドイツでは、ヴァイマル共和国軍などは伝統的な親中国政策を展開し、中華民国に対して在華ドイツ軍事顧問団を派遣し軍事訓練を施したり、武器援助をするなどしていた（中独合作）。日本は日独関係の悪化を憂慮し、日中戦争において鹵獲したドイツ製の武器を「ソ連製または某国製」と偽って公表していた。

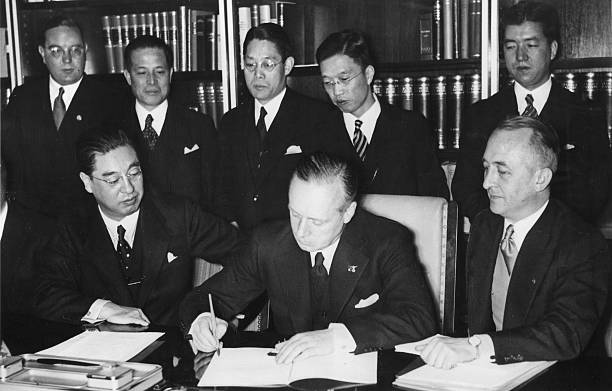
日独防共協定に調印するリッベントロップ外相とそれを見守る武者小路公共駐独日本大使（1936年11月25日）。

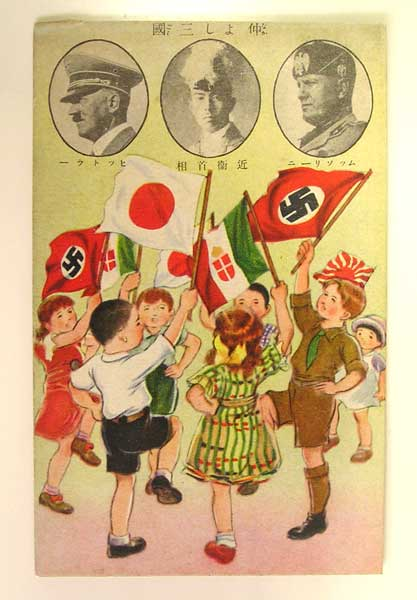
「仲よし三國」と題された日独伊防共協定を記念する日本の絵葉書（1938年）。

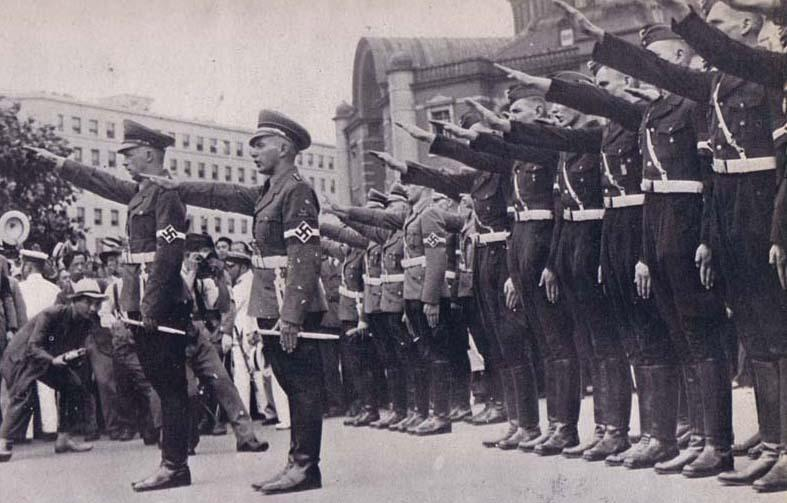
訪日し、東京駅前で敬礼するヒトラーユーゲントの隊員（1938年）

1933年にナチス党による政権が成立し、ドイツが国際協調路線から撤退を開始すると、ヨアヒム・フォン・リッベントロップ、ヴィルヘルム・カナリスなどの一部政軍関係者は、日本との接近政策を主張するようになった。また、日本側においても泥沼化する日中戦争を打開する思惑から、駐独大使武者小路公共、駐在武官大島浩、そして陸軍の主流派などが対独接近を試みるようになった。これは中国と親しいドイツ国防軍やドイツ外務省、また対独接近に慎重な日本の一部政治家や海軍などの反発を招いたが、やがてドイツ国内でリッベントロップの外交主導権が確立され、日本陸軍の影響力が拡大すると、1936年の日独防共協定成立という形で両国提携は実を結んだ。1937年にはイタリアが防共協定に参加し、後の枢軸国の原型となった。ただしこの協定は対ソ連という観点で一致していることを示すのみであり、実質的な同盟関係とは言えない状態であった。
一方で日本はドイツによるオーストリア併合（アンシュルス）やチェコスロバキア併合などの措置を「他国に率先」して承認し、今までハンブルクに一つあったのみであった日本総領事館はウィーン、ケーニヒスベルク、そしてベルリンと、4つに拡大している。またプラハにあった日本総領事館はプラハ帝国大学の図書館とするためにドイツ政府に寄贈されている。また1938年には大島浩が駐独大使に就任し、さらに親独的な政策を主張するようになった。
この頃、ドイツと中国の経済関係は日本を中心としたものに切り替えられており、ヒトラーユーゲントの来日や、日独合作映画の製作など、その関係は多岐にわたるものとなった。
日本とソ連がノモンハン事件で交戦中だった1939年8月23日に突如、ドイツとソ連は独ソ不可侵条約を締結する。このことは英米のみならず、防共協定を結んでいたにもかかわらず、一切の通知を受けなかった日本にも大きな衝撃を与え、平沼騏一郎内閣が同盟政策が白紙に戻ったと声明して総辞職し、大島が一時大使を辞任するなど、日独提携の動きは一時停止した。
しかし1940年になってフランスが敗北するなどドイツ有利の情勢が続くと、再び日独同盟派が勢いを盛り返した。枢密顧問官石井菊次郎は日独同盟に際し「ドイツとの同盟で得をするのはドイツだけである。かつてビスマルクは国際間の同盟関係には騎手とロバが必要であり、ドイツは常に騎手でなければならないと語ったではないか」と言い反対するなど、日本政界にも反対の動きはあったが、松岡洋右外相と陸軍はこれを押さえ込み、同盟締結にこぎつけた。これはドイツと戦争状態にあったイギリスと、親イギリス的であったアメリカを強く刺激し、後の日米交渉では同盟解消が議論となっている。

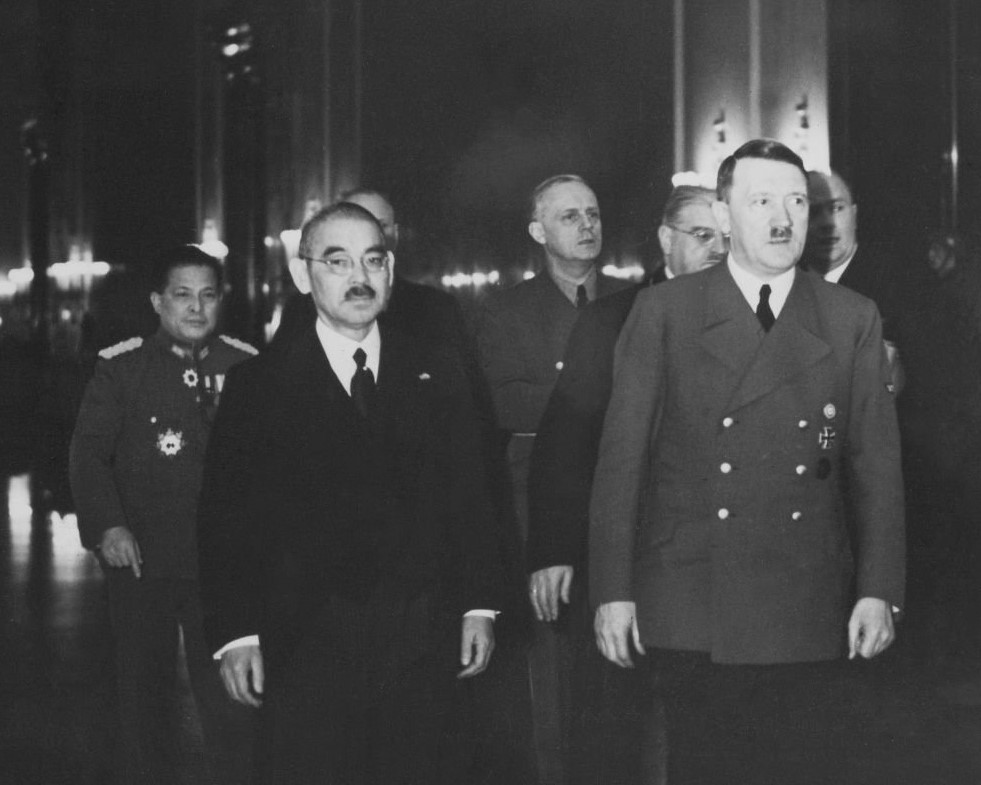
訪独し、アドルフ・ヒトラー総統との会談に臨む松岡洋右外務大臣（1941年3月）。

松岡は英米を押さえるため、ソ連を加えた日独伊ソによる連携を提唱していたが、これは同様に四国同盟を構想していたリッベントロップとも同意見であった。松岡は1941年3月13日、同盟成立慶祝を名目として独伊を歴訪した際、ヒトラー総統にも提携を提案したが、水面下でバルバロッサ作戦が計画中だったこともあり、曖昧な対応しかなされなかった。ドイツは、日本に対ソ宣戦を告げることは事態を複雑化させるだけだと判断していた。松岡はその後モスクワに乗り込み、同年4月13日に日ソ中立条約を結ぶことに成功する。しかし、同年6月22日、独ソ戦が開始されたため、四国同盟は実現しなかった。松岡は同盟に基づくソ連攻撃を主張したが、南進論が高まっていた日本政軍首脳から拒否され、更迭された。一方で日本側も太平洋における対米英宣戦布告についてドイツ側に告知することはなかった。しかしドイツおよびイタリアはすでに準戦争状態にあったアメリカに対して宣戦布告を行っている。

### 第二次世界大戦
日独伊は単独不講和協定を結び、利益分割線を決めるなど同盟関係にあったとはいえ、ヨーロッパと日本はあまりにも遠く、協調した軍事作戦が行われることは一度もなかった。第二次大戦開始直後は、シベリア鉄道による陸路での日独の人的・物的交流が可能であったが、独ソ戦が開始されると陸路は使えなくなった。
また連合国側の海上封鎖によって通常の船舶も使用できなくなったが、日本とドイツ双方の艦船による交流が行われたほか、日本軍が占領したペナン（現在のマレーシア）をドイツ軍に貸し与え、日本が1943年末まで制海権を持っていたインド洋において主に潜水艦による共同作戦を行なった（遣独潜水艦作戦）ほか、1942年にはドイツ軍の依頼により日本海軍がアフリカ東部のマダガスカルにおいてイギリス軍への攻撃を行った（マダガスカルの戦い）。なお、潜水艦では10ヶ月以上という長い時間がかかる上、大戦末期にはイギリス海軍が開発したソナーの登場によって、特に大西洋においての航海は困難を極めることとなった。
外交関係においても、大島駐独大使はドイツに対する強い思い入れから、日本の政策を正しく伝えることは出来ず、ドイツ側も大島に正しい認識を与えようとはしなかった。また日本と中立条約を結んでいたソ連の扱いをめぐっては両国は協調せず、アメリカから大量に送られる対ソ援助物資の輸送妨害などが行われることもなかった。
日本がドイツとの関係を重視した狙いの一つとして、ドイツが持つ先端的な軍事技術の導入があった。1940-41年に訪独した軍事視察団がウルツブルグレーダーなどの最新兵器に関する情報を求めたがドイツは当初は機密としてこれを断った（イタリアなど他の同盟国への技術提供も行っていない）。しかし、大戦前よりドイツに駐在した日本の航空技術者や軍関係者に対する技術提供は盛んにおこなわれていたほか、1942年に入るとウルツブルグ・レーダーやエニグマの提供も開始された。当時のドイツは、毒ガスであるサリンを開発していたものの、当時の日本にはサリンは提供されなかった。

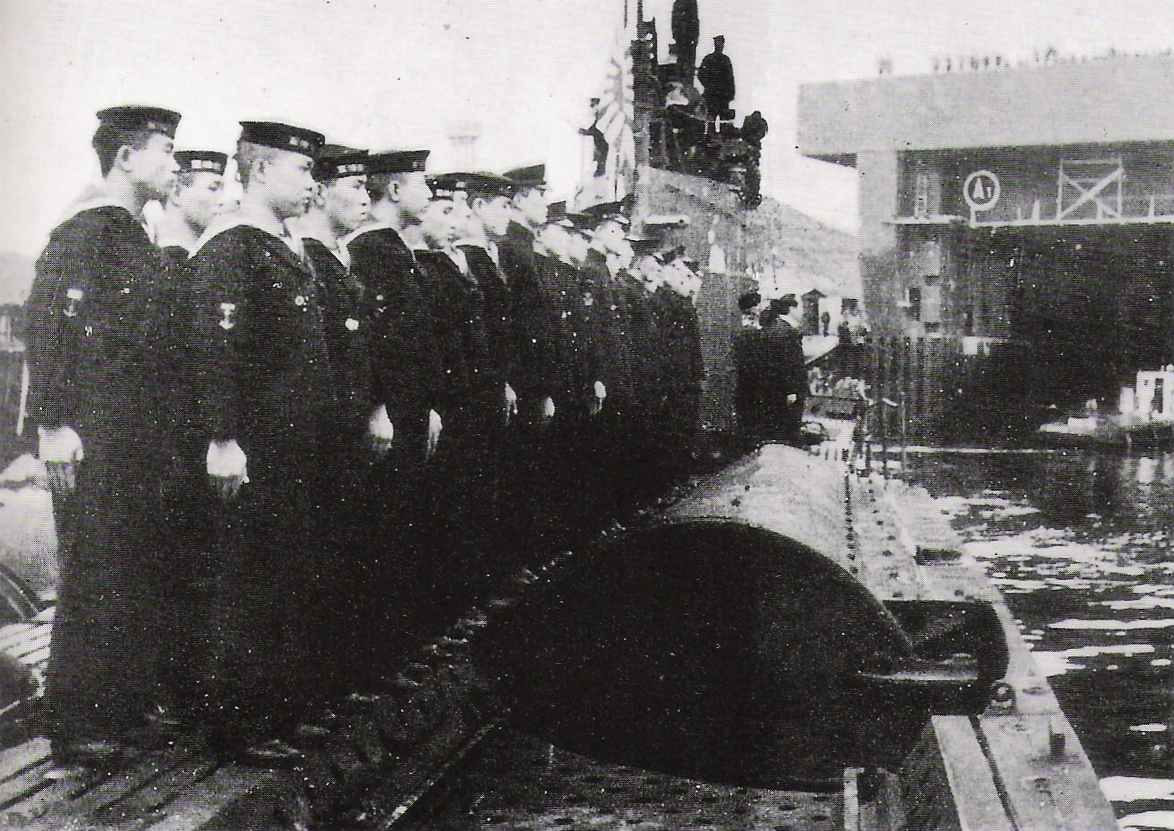
遣独潜水艦作戦でドイツ占領下のフランスのブレスト港に到達した日本の伊号第八潜水艦（1943年）。

また上記にあるように、日本の占領下に派遣された潜水艦の日本海軍への供与が行われたほか、1943年にペナンに派遣されたものの、その直後に連合国に降伏したイタリア海軍の潜水艦の鹵獲を行った。さらにヒトラーは1944年5月になって最新技術や特許の無償供与を許可した。また日本軍も小型艦船を中心とした技術の提供や、占領下で入手した各種資源の提供を行った。
戦時中の日本における、特別高等警察と憲兵隊による、思想統制・言論弾圧にあたっては、ゲシュタポなどで実績をあげたヨーゼフ・マイジンガーが顧問として起用され、同時に在日ドイツ人に対する思想統制も行った。
ドイツの敗北が間近になると、日本大使館および外交関係者はドイツ政府の依頼を受けて南部のバート・ガスタインに避難した。その後彼らはイギリス軍やアメリカ軍によって逮捕された。
一方日本におけるドイツ大使館は1944年夏まで東京で活動していたが、1944年夏の東京空襲の後、一部の通信班を残して河口湖畔の富士ビューホテルに疎開した。1945年4月のヒトラーの死去に際しては、在日ドイツ大使館でその死を悼む行事が行われた。ドイツ軍降伏の後の6月8日、日本政府はドイツ政府がもはや存在しないとしてドイツ大使館並びにドイツ領事館の職務執行停止を通告した。連合国軍による占領の後、1947年に在留ドイツ人の送還が開始された。戦争終結時点で在日ドイツ人は3000人程度であったが、送還されずに日本に残ったのは700人から800人程度であった。

### 分断時代のドイツ

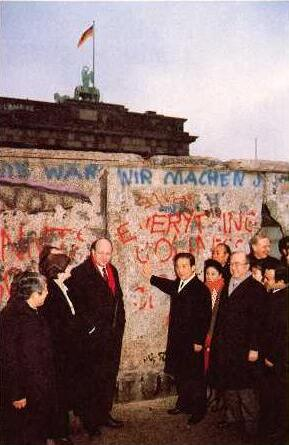
ベルリンの壁を訪問した海部俊樹首相ら（1990年1月）

1949年に西ドイツ（ドイツ連邦共和国）が成立した後の1952年4月21日、日本国との平和条約の発効の日をもって両国間の国交が回復することが認めた書簡が両国外相間で取り交わされた。4月28日に同条約が発効し、両国間の外交関係は回復した。西ドイツは冷戦時代には日本と同じ西側諸国であり、両国関係は極めて親密となった。
その後も、時には自動車産業（後述）などで両国企業がライバル関係になりながらも、1950年代後半から「高度経済成長」（日本）と「奇跡の復興」（西ドイツ）を共に遂げた日本と西ドイツは政治・経済・文化などの他分野での協力を拡大し、1975年に始まった主要国首脳会議（サミット）ではアジアと西ヨーロッパでそれぞれ最大の経済力を背景に発言力を強めた。戦前、西ベルリン地区に建設された日本大使館は、戦後は西ベルリンが連合国3国の共同管理となっていたこと、西ドイツの首都がボンとなり大使館もボンに置かれたことから使用されないまま放置されていたが、1987年に壁面保存の形で修復の上、ベルリン日独センターとして再利用されていたが、ドイツ再統一後の2001年より大使館に復帰している。
一方、ソ連の強い影響下にあり、冷戦では東側諸国となった東ドイツ（ドイツ民主共和国）は西ドイツ政府がその存在を長年否定していたため、日本との外交関係樹立は遅れたが、東西ドイツ基本条約の成立などの相互承認はこの流れを変えた。1973年5月15日の大使間の交換公文により、即日外交関係が開始されている。東ドイツの首都とされた東ベルリンでは日本の鹿島建設によって1978年に国際貿易センタービルが竣工し、その後も西ドイツよりもずっと小規模ながらも日本企業の進出による貿易関係が維持されて、比較的安定した外交関係が1990年のドイツ再統一による東ドイツの消滅まで続いた。

### 現代

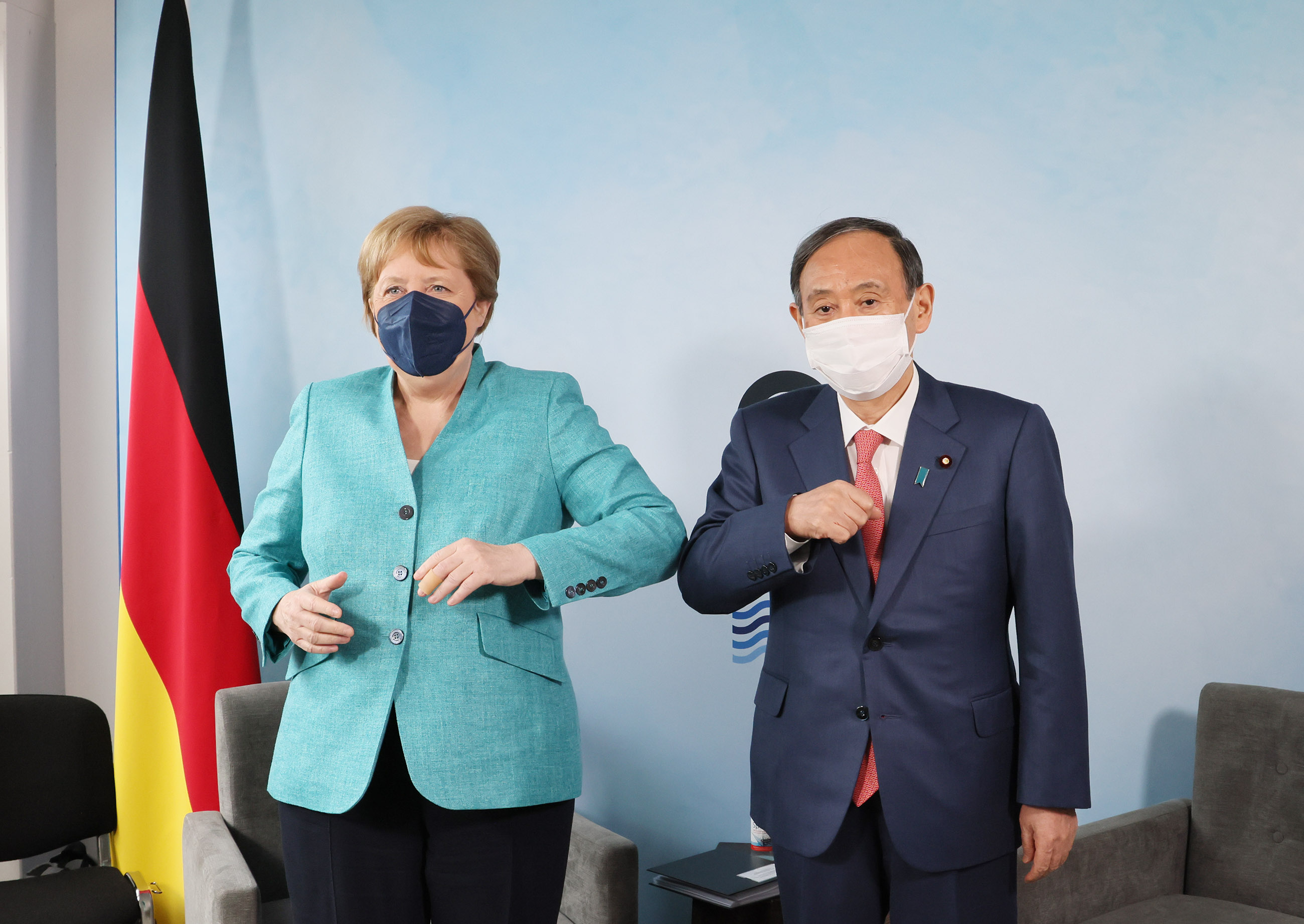
肘タッチを交わす菅義偉首相とアンゲラ・メルケル ドイツ連邦共和国首相

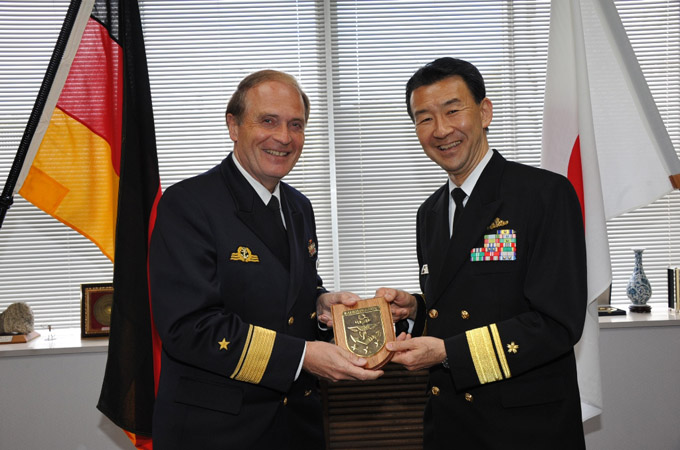
ドイツ海軍准将と自衛隊海将補

再統一後のドイツも日独両国は互いに重要なパートナーである。特に技術、経済、医療面での交流は依然として活発で、日本にとってドイツはヨーロッパ地域最大の貿易相手国、ドイツにとっての日本はアジア地域で中国に次ぐ貿易相手国となっている。国際連合の国際連合安全保障理事会の改革では日独両国が常任理事国になる案も有力で、この点でも両国は協力関係にある。
日本における輸入車の販売数上位3つはフォルクスワーゲン、メルセデス・ベンツ、BMWと全てドイツ車が占めている。ドイツでは、マツダ、トヨタ、ホンダ、日産自動車など日本車（乗用車）の市場シェアは8.6%（2013年）である。
日本では、完成車に対する輸入関税が1978年に撤廃されているのに対して、日本車がドイツに輸入される際には10.0%の乗用車輸入関税を課せられるという状態が続いているが、2019年に発効された日欧EPAによって8年かけて撤廃される、なおドイツで販売される日本車の多くはEU域内での現地生産車に限られる。
- 在留日本人数 42,135人（2021年10月現在）[32]
- 本邦在留ドイツ人数 5,888人（2021年6月末現在）[33]

## 外交使節

### 在日ドイツ大使
駐日ドイツ大使館の画像

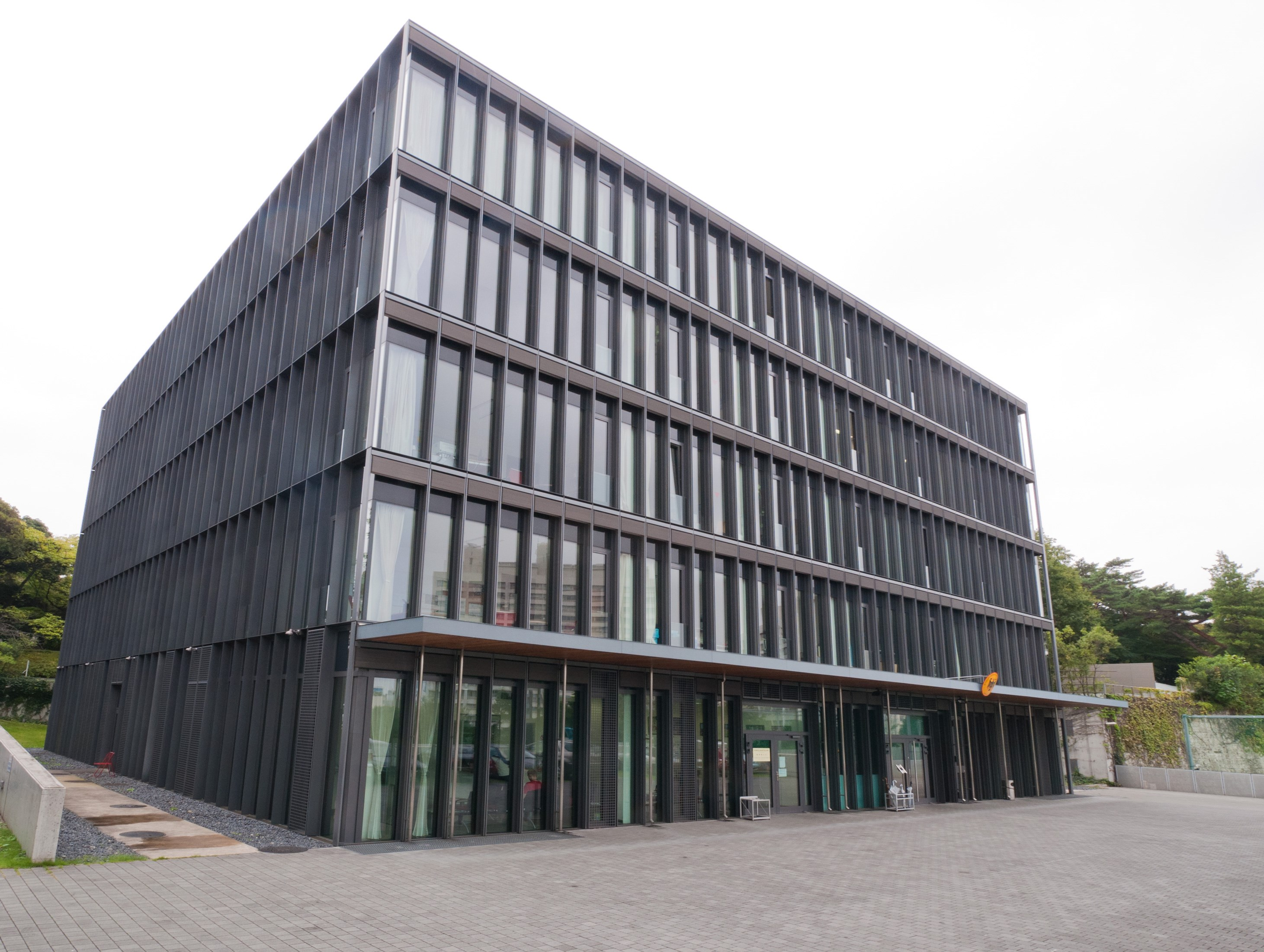
東京都港区の駐日ドイツ大使館事務棟
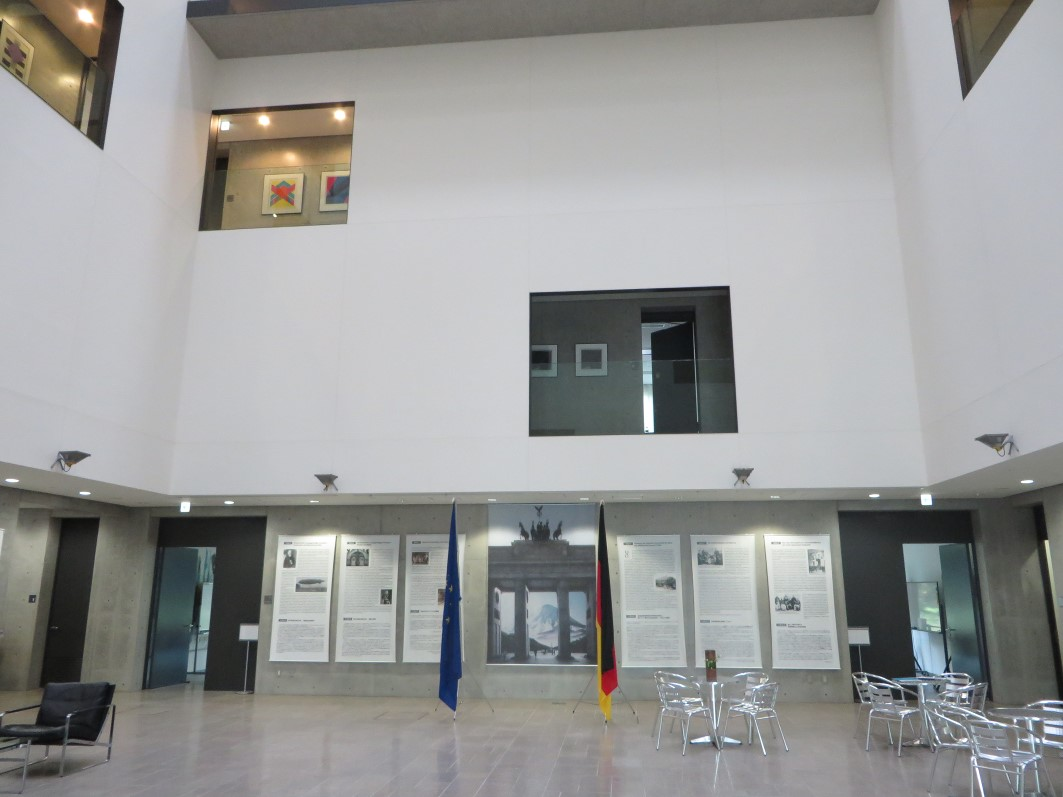
大使館事務棟内部（アトリウム）
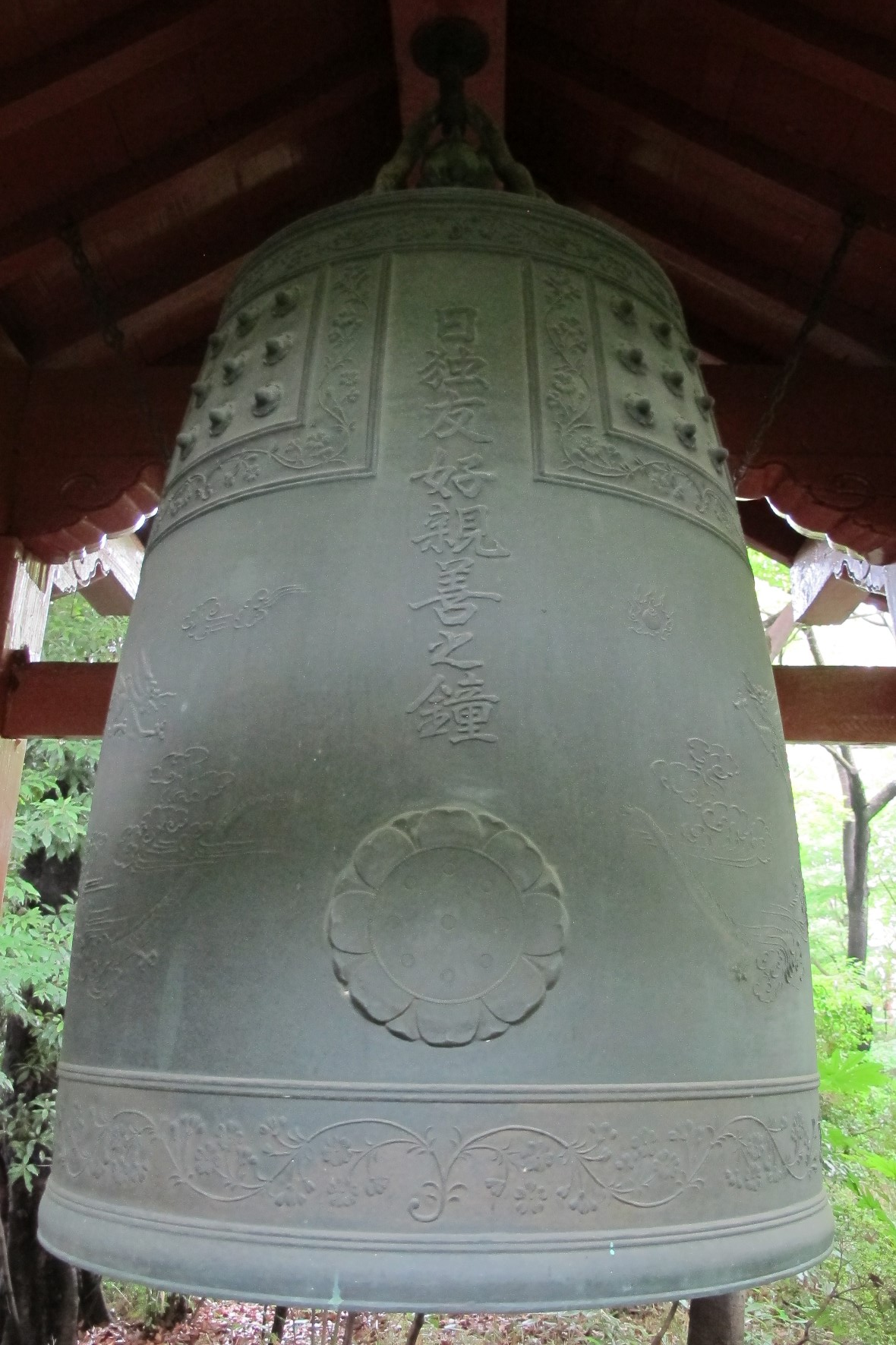
大使館庭園の「日独友好親善の鐘」
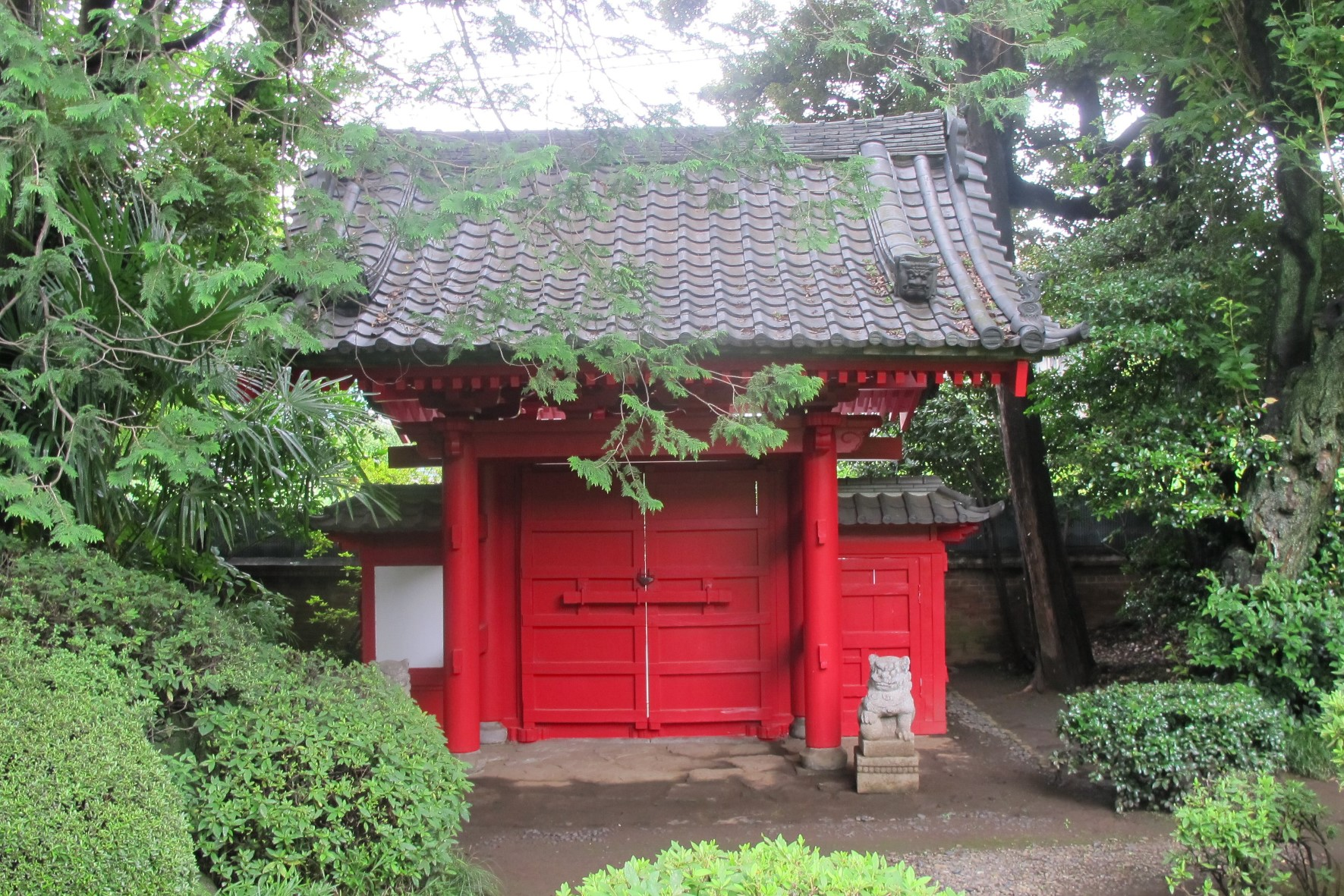
大使館庭園の武家門（庭園は小泉策太郎邸跡）

## スポーツ交流史
サッカーにおいては西ドイツから日本へ非常に強い影響が与えられた。1964年の東京オリンピックに向けた日本代表（男子）の強化策としてコーチに招かれたデットマール・クラマーが日本を同大会でのベスト8へと導き、その指導を受けた釜本邦茂などの主力選手も続く1968年メキシコシティーオリンピックで銅メダルを獲得した。さらに日本サッカーリーグの創設や育成年代の強化など、クラマーの提言はその後の日本サッカー界の礎となり、「日本サッカーの父」と称えられたクラマーは「日本サッカー殿堂」の第1回表彰者となった。
西ドイツ政府により、1960年に策定されたスポーツ施設の総合整備計画「ゴールデンプラン」は日本のスポーツ指導者などから羨望され、「地域社会に根ざした総合スポーツクラブの創設」の理念は1991年設立の日本プロサッカーリーグ（Jリーグ）へ取り込まれた。このJリーグ草創期のスター選手としてジェフ市原に入団し、西ドイツ代表としてのW杯イタリア大会優勝メンバーだったピエール・リトバルスキーはその後、日本で選手や指導者のキャリアを積んだ。リトバルスキーと共にW杯イタリア大会で優勝したギド・ブッフバルトも、後に浦和レッドダイヤモンズの選手・監督となった。一方、1977年に1.FCケルンへ入団した奥寺康彦以後、ドイツのプロサッカーリーグでもあるブンデスリーガでプレーする日本人選手も存在し、近年多くの選手が同リーグに渡っている。奥寺と長谷部誠、香川真司は同リーグ1部の優勝も経験している。2022年のW杯カタール大会でドイツ代表は日本代表と同じグループEに入り、11月23日に日本代表と対戦し日本の2-1勝利で終わった。

## 文化的影響
近代文学においては、森鷗外以降、ドイツ文学の影響を受けた文学者が少なくなく、ドイツ学派の影響が強かった医学、哲学、経済の関係者とともに、親独文化人の系譜が続いている。音楽においてはいっそう顕著で、日本では長らく徹底したドイツ音楽一辺倒の時代が続いてきた。現代においてはやや多様化しているが、今でも日本はイギリス、アメリカと並びドイツ音楽（音楽家）崇拝の気風が強い国である。機械製品においてもドイツ信仰があり、カメラなどはこれを範としつつ本家を遥かに凌駕する国内産業を育成した。自動車においても輸入外国車の7割以上がドイツ車となっている。
また、一般にいわれる尚武の気風、勤勉さ、几帳面さといった国民性の共通点でドイツ人は草の根レベルでも親近感を抱かれてきた。アニメ・漫画などのサブカルチャーにおいても、しばしばドイツ人、あるいはドイツ風なネーミングのキャラクターが登場し、少女漫画においてドイツはフランスに次いで題材として多く登場する国である。また、2次元・特撮を問わず、アクション作品においては、しばしばナチスをモチーフとした悪役が登場する傾向も見受けられる。
他にも、親独文化人のように仕事に結びついてはいないが個人としてドイツ好き、ドイツおたくを公言している人も少なくなく、落語家の古今亭志ん朝、桂米團治などはよく知られている。
一方でファッションに関しては、日本と違って実用性を重視する風潮が強く、特に女性はメイクをせずスカートも履かないことが多い。若い女性でも、ジーンズやスキニーパンツ、黒やグレーといった暗めの色合いのトップスを好んで着用する場合があり、足元はスニーカーやヒールのないブーツといったコーディネートが多く、服装の男女差がそれほど離れていない。その為か、現今の日本人女性によく見受けられるパステルカラーや花柄のトップスに、シフォンなどのふんわりした素材のスカート、ヒールのあるブーツやパンプスといったフェミニンな装具や被服類は逆にドイツ人にとって「エレガント」な雰囲気・風貌であるかのように映り、驚きの対象となることがほとんどである。